# 殷衡
殷衡（15世紀—15世紀），字克平，號蠢菴，山東濟南府武定州永利鎮籍歷城縣人，明朝政治人物。

## 生平
殷衡父親殷旺曾任德王府審理正，他則在景泰四年（1453年）以《禮經》中舉人第五名，五年（1454年）會試中副榜，授永平訓導，天順五年（1461年）秩滿，遇上朝廷選擇品行端正者擔任德莊王朱見潾伴讀，德莊王經常諮詢他，他也能從容回答，成化十六年（1480年）以講讀勤勞晉官審理，封承德郎，不久以年老辭官，德莊王賜金帛供他終老，並為畫像製贊紀念，派使節到他家中存問，八十六歲去世，入祀永平學宮，著有《蠢菴稿》。
殷衡兒子殷畯為成化十六年舉人，殷畹則為成化二十二年舉人，殷畯之孫殷士儋為嘉靖二十六年進士。

## 引用
1. 1 2  乾隆《惠民縣志·卷六之一·人物志七》：殷衡，字克平，號蠢菴，舉景泰癸酉第五，署永平學訓導，秩滿報政，會朝廷擇端方之士，充德莊王伴讀，衡預其選，王居常咨問，每從容䧖對無遺旨，晉審理正，封承德郎，以年老乞歸，王甚重之，慰留再四乃聽，仍賜金帛為終老，具年八十有六卒，所著有《蠢菴稿》藏於家，子畯、畹俱中鄉試，畯孫士儋成進士，官至大學士。
2. ↑  道光《濟南府志·卷四十九·人物五》：殷衡，歷城人，其先居武定，父旺為德府審理正，衡以永平訓導入為德莊王教授，從之國濟南，以勞績進審理正遂家焉，既致仕王以師傅舊恩為畫像製贊，使就其家存問，比卒而永平諸生祀之學宮，子畯。
3. ↑  《古今圖書集成·明倫彙編·氏族典·第一百三十八卷》：按《武定州志》 衡字克平，號蠢菴，世業農，居州之永利鎮。至衡以《禮經》舉，景泰癸酉秋試第五人，甲戌春試繇乙榜，署永平學訓導。天順辛巳，秩滿報政，遇德莊王之國，朝廷擇學行端方者為伴讀官，衡預焉。王居常咨問，每從容敷對無違旨，因重之。庚子，以講讀勤勞，晉審理，尋封承德郎。年老乞歸，王加優再三，乃聽。」仍大賜金帛為終老具。年八十有六卒。所著有《蠢菴稿》。